# Stenus ruralis
Stenus ruralis är en skalbaggsart som beskrevs av Wilhelm Ferdinand Erichson 1840. Stenus ruralis ingår i släktet Stenus, och familjen kortvingar. Arten är reproducerande i Sverige.